# Scontro finale (La spada della verità)
Scontro finale (in lingua originale, Confessor) è un romanzo fantasy dello scrittore statunitense Terry Goodkind (1948 - 2020), pubblicato negli Stati Uniti il 13 novembre 2007 e in Italia l'anno successivo, da parte dell'editore Fanucci. Il romanzo è l'undicesimo episodio della saga de La spada della verità e conclude sia la cd. trilogia della Catena di fuoco che il ciclo narrativo avviato con il primo romanzo (La prima regola del mago, 1994).
Dopo la pubblicazione de La legge dei nove (2009), ambientato nell'età contemporanea in Nebraska, Terry Goodkind prosegue il filo narrativo interrotto da Scontro finale con La macchina del presagio (2011), che dà inizio al ciclo narrativo della "serie di Richard e Kahlan" (in originale, Richard and Kahlan series).

## Trama
Richard, prigioniero dell'Ordine in incognito sotto il falso nome di Ruben, vede dopo molto tempo sua moglie Kahlan in mezzo alla folla dell'esercito dell'Ordine a fianco del malvagio imperatore Jagang. Durante la notte viene assalito da una creatura del Mondo Sotterraneo, che gli comunica la recente attivazione, a suo nome, delle Scatole dell'Orden; ha quindi un anno esatto di tempo per aprire la scatola giusta. Ad attivare le scatole a suo nome è stata Nicci, che si trova al mastio insieme a Zedd. Tuttavia, poco tempo dopo, la strega Sei riesce a penetrare nel mastio e a rubare la terza scatola. A quel punto Zedd capisce che anche le difese del mastio sono intaccate dall'effetto dei rintocchi, per cui decide di attivare un antico e potente meccanismo di difesa per sigillarlo.
Intanto Jagang minaccia di torturare Kahlan e costituisce una guardia speciale composta dai pochi soldati in grado di vederla. Richard, divenuto membro di una squadra di Ja'La, inizia il torneo con l'intenzione di vincerlo in modo da poter affrontare la squadra personale dell'Imperatore e potersi così avvicinare a quest'ultimo per ucciderlo. Richard non deve farsi riconoscere da Jagang quindi durante un'ispezione cade di proposito con la faccia nel fango. Per mantenere celata la sua identità, durante le partite, colora di rosso la sua faccia e quella dei compagni di squadra con segni particolari e forme-incantesimo per intimidire i compagni. Grazie al gioco di Richard, ai segni intimidatori e alle tattiche di gioco avanzate la squadra diventa molto forte e vince molte partite.
Nel frattempo, durante i lavori per la costruzione della rampa che serve per invadere il nemico, l'esercito di Jagang scopre un passaggio segreto che, passando per le catacombe che si diramano sotto tutto il palazzo, permette a tre Sorelle dell'Oscurità di entrare di nascosto, uccidere Ann e rapire Nicci, mettendole il Rada-Han.
Arriva la finale del torneo, dove la squadra di Richard deve sfidare quella di Jagang che viene sconfitta. Jagang non accetta il risultato e, togliendo ingiustamente parecchi punti alla squadra di Richard, nomina la propria squadra vincitrice. La decisione fa scoppiare un tumulto che dai giocatori si trasferisce al resto delle truppe. Nella confusione generale Richard tenta di uccidere Jagang ma, per un caso fortuito, lo ferisce solamente. I soldati cercano di uccidere Richard che si difende come può. A questo punto entra in scena Samuel che, utilizzando la Spada della Verità, cerca invano di uccidere Richard. La spada delle Verità non permette di uccidere coloro a cui nome è stata attivata una scatola dell'Orden. Richard sta per essere sopraffatto dai soldati dell'Ordine e ordina a Kahlan di fuggire con Samuel, che la prende con sé. Kahlan non capisce il comportamento di Richard ma esegue il suo ordine. Proprio quando per Richard non ci sono più speranze, viene salvato da Adie, e riesce ad arrivare, insieme a Nicci, al Palazzo. Nicci soffre terribilmente per il dolore inviato da Jagang attraverso il Rada-han.
Nel frattempo Cara e Nathan capiscono cosa può essere successo a Nicci e trovano il passaggio segreto pieno di soldati dell'Ordine. I soldati non si aspettano un attacco e presto soccombono sotto la lama di Richard e il fuoco magico di Nathan.
La scena passa su Rachel, che si sta dirigendo verso Tamarang in fuga da esseri malvagi disegnati da Violet nella grotta. Durante il viaggio incontra sua madre che le regala un piccolo pezzo di gesso. Quando arriva alla grotta trova Violet che si vuole vendicare. Rachel, utilizzando il pezzo di gesso, modifica l'incantesimo di Violet e glielo rivolta contro. Successivamente disfa anche l'incantesimo che scollega Richard dal suo Han. Immediatamente Richard sente il collegamento con il suo Han e riesce a togliere il rada-han. Fuori dalla grotta trova sua madre e Gratch.
Nicci avverte Richard di non dire nulla a Kahlan sul loro rapporto: la mente di Kahlan deve restare un "campo incolto" altrimenti non si potranno ripristinare le vecchie memorie. I due iniziano a studiare le procedure per l'apertura delle scatole. Per possedere il potere dell'Orden occorre andare e tornare dal regno dell'oltretomba. Durante questo viaggio, guidato dallo spirito della mord-sith Denna, viene attaccato di nuovo dalla bestia. Richard, utilizzando la magia aggiuntiva, riesce a sconfiggere la bestia e viene espulso dagli inferi. Si ritrova nel bel mezzo di un raduno del popolo del fango, convocato dai suoi abitanti in seguito dall'avviso si Rachel, trasportata velocemente lì da Gratch.
Nel frattempo Samuel tenta di stuprare Kahlan. Questa, cercando di difendersi, tocca la spada della Verità e si ricorda di essere una Depositaria e del suo potere, che scatena subito su Samuel. Samuel, ormai annichilito dal potere della depositaria, confessa di stare portando Kahlan da Sei. Sei vuole utilizzare Kahlan come mezzo di scambio con Jagang. Samuel informa Kahlan del rapporto tre lei e Richard. Samuel si pente del tentato stupro a tal punto da morire. Kahlan non può più ottenere informazioni da Samuel e si dirige verso Tamarang, dove incontra Richard, che sta andando a riprendere il libro lasciato per lui da Barracus migliaia di anni prima. Richard, avendo paura di rovinare il "campo incolto", rimane freddo con Kahlan e non risponde alle sue domande, ma le ridà Spirito.
Nella grotta Richard incontra Zedd, Tom e Rikka che erano stati rapiti da Sei e dal suo drago. Nel momento in cui Sei sta per ucciderli arriva Shota che, fingendosi sua madre, la uccide. Richard può tornare velocemente a palazzo utilizzando Gregory, il drago figlio di Scarlet.
Richard, tornato a palazzo, tratta la resa con Jagang che è ormai ossessionato dal pensiero di Nicci, anche grazie agli incubi inviati da Jillian. Jagang e le Sorelle dell'Oscurità iniziano il rito per aprire le scatole dell'Orden nel Giardino della Vita. Jagang va a prendere Nicci nella sua cella. Nicci, appena ne ha l'occasione, infila il rada-han a Jagang e lo uccide semplicemente, senza torture, per non farlo diventare un eroe o un martire.
Nel frattempo le Sorelle dell'Oscurità hanno completato le procedure e aprono le scatole. All'inizio sembra che tutto proceda correttamente ma ben presto ci si accorge che qualcosa non va. Richard afferma che tutti i Libri delle Ombre non contengono la procedura corretta. L'unico libro vero è il Libro della Vita, che afferma che le scatole non possono essere aperte con l'odio. Le Sorelle dell'Oscurità vengono quindi prese dal Guardiano.
Richard comunica che le scatole possono essere aperte solo dalla Spada della Verità. Kahlan manifesta il suo amore per Richard, che capisce che il "campo incolto" è stato ormai contaminato da nuovi sentimenti. Dopo aver aperto le scatole, utilizzando il potere dell'Orden, invia i seguaci dell'Ordine in nuovo mondo senza magia dove possono avere quello che desiderano: rabbia nei confronti degli altri e miseria, senza che possano fare del male con chi ama la vita e la libertà. Anche l'amore e il ricordo di Kahlan vengono ripristinati, protetti dall'amore stesso di lei per lui, esattamente come in precedenza l'amore di Richard l'ha protetto dal potere della Depositaria.
Nell'epilogo si vedono Tom e Jennsen, che hanno scelto di vivere nel nuovo mondo insieme ai pilastri della creazione, sposati come famiglia Rahl. Tom ha accettato il cognome di lei per portare avanti il nome, visto che il ricordo con il tempo dovrà scomparire. Jennsen comunica a Tom di essere incinta. Vi sono poi le nozze tra Cara e Meiffert.
Suona la campana per la devozione, la gente inizia ad inginocchiarsi. Richard interrompe il rito: d'ora in poi non ci saranno più devozioni, ognuno dovrà vivere la propria vita.

## Personaggi
- Richard Rahl
- Kahlan Amnell
- Zeddicus Zu'l Zorander
- Cara
- Nicci
- Priora Annalina
- Nathan Rahl
- Priora Verna
- Adie
- Egan
- Ulic
- Sorella Ulicia
- Sorella Armina
- Shota
- Sei
- Chase
- Rachel
- Imperatore Jagang
- Violet
- Jennsen Rahl
- Tom
- Gratch
- Rikka
- Berdine
- Jillian
- Generale Benjamin Meiffert
- Johnrock
- Bruce

## Undicesima regola del mago
In questo volume compare l'Undicesima ed ultima Regola del Mago, senza però che essa sia rivelata al lettore. Essa si rivela comunque fondamentale per Richard Rahl, il protagonista.

## Edizioni
- Terry Goodkind, Scontro finale, I ed., Fanucci, 2008,  p. 720.